# سامسونگ اس‌جی‌اچ-آ۷۰۷
سامسونگ اس‌جی‌اچ-آ۷۰۷ یک‌نمونه از گوشی‌های تلفن همراه سری A شرکت سامسونگ می‌باشد  که توسط همین شرکت به بازار عرضه شده‌است.